# Tournoi d'ouverture du championnat d'Haïti de football 2008
Navigation
Tournoi précédent Tournoi suivant
Le tournoi d’ouverture de la saison 2008 du Championnat d'Haïti de football est le premier tournoi saisonnier de la dix-huitième édition de la première division à Haïti. Les quatorze meilleures équipes du pays sont regroupées au sein d’une poule unique où elles s’affrontent une seule fois. Il n’y a pas de relégation à l’issue du tournoi.
C'est le Tempête FC qui remporte la compétition après avoir terminé invaincu en tête du classement final, avec quatre points d'avance sur l'AS Mirebalais et cinq sur Baltimore SC. C’est le deuxième titre de champion d'Haïti de l'histoire du club.

## Les clubs participants
| - Violette AC - AS Mirebalais - AS Cavaly - JS Capoise - Promu de Division 2 - AS Capoise - Don Bosco FC - AS de Carrefour | - Baltimore SC - Racing Gonaïves - Aigle Noir AC - Tempête FC - Victory SC - Valencia Léogâne - Promu de Division 2 - Zénith Cap-Haïtien |

## Compétition
Le barème de points servant à établir le classement se décompose ainsi :
- Victoire : 3 points
- Match nul : 1 point
- Défaite : 0 point

### Classement
| Rang | Équipe             | Pts | J  | G | N | P | Bp | Bc | Diff |
| ---- | ------------------ | --- | -- | - | - | - | -- | -- | ---- |
| 1    | Tempête FC         | 27  | 13 | 7 | 6 | 0 | 13 | 3  | +10  |
| 2    | AS Mirebalais      | 23  | 13 | 7 | 2 | 4 | 11 | 11 | 0    |
| 3    | Baltimore SC       | 22  | 13 | 6 | 4 | 3 | 14 | 5  | +9   |
| 4    | Don Bosco FC       | 21  | 13 | 6 | 3 | 4 | 13 | 11 | +2   |
| 5    | Violette AC        | 20  | 13 | 6 | 2 | 5 | 14 | 11 | +3   |
| 6    | AS CavalyT         | 18  | 13 | 4 | 6 | 3 | 10 | 4  | +6   |
| 7    | Valencia LéogâneP  | 18  | 13 | 5 | 3 | 5 | 7  | 8  | -1   |
| 8    | Racing Gonaïves    | 17  | 13 | 4 | 5 | 4 | 10 | 12 | -2   |
| 9    | Victory SC         | 16  | 13 | 3 | 7 | 3 | 7  | 6  | +1   |
| 10   | Aigle Noir AC      | 16  | 13 | 4 | 3 | 6 | 11 | 17 | -6   |
| 11   | AS Capoise         | 14  | 13 | 3 | 5 | 5 | 9  | 9  | 0    |
| 12   | JS CapoiseP        | 13  | 13 | 3 | 4 | 6 | 5  | 10 | -5   |
| 13   | Zénith Cap-Haïtien | 12  | 3  | 3 | 3 | 7 | 9  | 17 | -8   |
| 14   | AS de Carrefour    | 8   | 3  | 1 | 5 | 7 | 4  | 13 | -9   |

|  | Qualification pour la CFU Club Championship 2009 |
|  | T : Tenant du titre P : Promu de Division 2      |

## Bilan de la saison
| Championnat d'Haïti de football 2008 |                                  |
| Champion                             | Tempête Football Club (2e titre) |
| Qualifications continentales         |                                  |
| CFU Club Championship 2009           | Tempête Football Club            |
| Promotions et relégations            |                                  |
| Promus en Division 1                 | Aucun                            |
| Relégués en Division 2               | Aucun                            |